# 1428
Rok 1428 (MCDXXVIII) gregoriánského kalendáře začal v úterý 1. ledna a skončil ve středu 31. prosince. Dle židovského kalendáře nastal přelom roků 5188 a 5189, dle islámského kalendáře 849 a 850.

## Události
- Milán a Benátky uzavřely mír
- výpravy Husitů na Slovensko, do roku 1436

### Probíhající události
- 1405–1433: Plavby Čeng Chea
- 1406–1428: Čínsko-vietnamská válka
- 1419–1434: Husitské války

## Narození
- 15. března – Donato Acciaiuoli, italský učenec († 28. srpna 1478)
- 21. září – Ťing-tchaj, čínský císař († 1457)
- 22. listopadu – Richard Neville, anglický šlechtic a vojenský velitel, jedna z hlavních postav válek růží († 1471)
- ? – Jana Skotská, dcera skotského krále Jakuba I. († 22. června 1493)

## Úmrtí
- Masaccio, italský malíř, průkopník renesančního pojetí výtvarného umění (* 1401)

## Hlavy států
- České království – bezvládí
- Svatá říše římská – Zikmund Lucemburský
- Papež – Martin V. – Klement VIII. – Benedikt XIV.
- Anglické království – Jindřich VI.
- Francouzské království – Karel VII. Vítězný
- Polské království – Vladislav II. Jagello
- Uherské království – Zikmund Lucemburský
- Byzantská říše – Jan VIII. Palaiologos